# Кунево (озеро)
Кунево, Куньево — пресноводное озеро на территории Луусалмского и Юшкозерского сельских поселений Калевальского района Республики Карелии.

## Общие сведения
Площадь озера — 2,8 км², площадь водосборного бассейна — 56,9 км². Располагается на высоте 151,0 метров над уровнем моря.
Форма озера продолговатая: оно вытянуто с северо-запада на юго-восток. Берега изрезанные, каменисто-песчаные, местами заболоченные.
Из юго-восточной оконечности озера вытекает безымянный водоток, впадающий с правого берега в реку Кепу. Кепа, в свою очередь, впадает в озеро Кулянъярви, через которое протекает река Кемь.
В озере расположено не менее семи безымянных островов различной площади.
Вдоль северо-восточного берега озера проходит лесовозная дорога.
Код объекта в государственном водном реестре — 02020000911102000005841.